# جانير خوجة
جانير خوجة (بالتركية: Caner Koca)‏ هو لاعب كرة قدم تركي في مركز الوسط، ولد في 14 أبريل 1996 في إزميد في تركيا. لعب مع نادي فنربخشة.

## وصلات خارجية
- جانير خوجة على موقع اتحاد تركيا (لاعب) (الإنجليزية)
- جانير خوجة على موقع قاعدة بيانات كرة القدم.إي يو (الإنجليزية)
- جانير خوجة على موقع Soccerway.com (الإنجليزية)
- جانير خوجة على موقع AS.com (الإسبانية)